# Damallsvenskan 2018
La Damallsvenskan 2018 fue la 30ª edición de la Damallsvenskan, primera división de fútbol femenino en Suecia. Comenzó el 14 de abril de 2018 y terminó el 27 de octubre de 2018. Piteå IF fue el campeón y, junto a Kopparbergs/Göteborg FC, se clasificó a la Liga de Campeones. De la Elitettan, Kungsbacka DFF y KIF Örebro DFF consiguieron el ascenso.
Piteå IF consiguió su primer título nacional.

## Equipos
| Equipo                  | Ubicación    | Estadio                       | Capacity |
| ----------------------- | ------------ | ----------------------------- | -------- |
| Djurgardens IF          | Estocolmo    | Estadio Olímpico de Estocolmo | 14.417   |
| Eskilstuna United DFF   | Eskilstuna   | Tunavallen                    | 7.600    |
| Fotboll Club Rosengård  | Malmö        | Malmö IP                      | 5.700    |
| Kopparbergs/Göteborg FC | Gotemburgo   | Valhalla IP                   | 4.000    |
| Linköpings FC           | Linköping    | Arena Linköping               | 8.500    |
| Piteå IF                | Piteå        | LF Arena                      | 3.000    |
| Vittsjö GIK             | Vittsjö      | Vittsjö IP                    | 3.000    |
| IF Limhamn Bunkeflo     | Malmö        | Limhamns IP                   | 2.800    |
| Hammarby IF             | Estocolmo    | Zinkensdamms IP               | 3.000    |
| Kristianstads DFF       | Kristianstad | Vilans IP                     | 5.000    |
| IFK Kalmar              | Kalmar       | Guldfågeln Arena              | 12.182   |
| Växjö DFF               | Växjö        | Myresjöhus Arena              | 12,173   |

## Clasificación
| Pos. | Equipo                  | Pts. | PJ | G  | E | P  | GF | GC | Dif. | Clasificación o descenso             |
| ---- | ----------------------- | ---- | -- | -- | - | -- | -- | -- | ---- | ------------------------------------ |
| 1    | Piteå IF (C)            | 48   | 22 | 16 | 0 | 6  | 42 | 24 | +18  | Clasificación a la Liga de Campeones |
| 2    | Kopparbergs/Göteborg FC | 47   | 22 | 15 | 2 | 5  | 54 | 27 | +27  | Clasificación a la Liga de Campeones |
| 3    | FC Rosengård            | 45   | 22 | 14 | 3 | 5  | 55 | 18 | +37  |                                      |
| 4    | Kristianstads DFF       | 39   | 22 | 11 | 6 | 5  | 30 | 26 | +4   |                                      |
| 5    | Linköpings FC           | 33   | 22 | 9  | 6 | 7  | 47 | 31 | +16  |                                      |
| 6    | Eskilstuna United DFF   | 31   | 22 | 9  | 4 | 9  | 30 | 36 | −6   |                                      |
| 7    | Växjö DFF               | 29   | 22 | 9  | 2 | 11 | 29 | 33 | −4   |                                      |
| 8    | Djurgårdens IF          | 27   | 22 | 7  | 6 | 9  | 25 | 30 | −5   |                                      |
| 9    | Vittsjö GIK             | 26   | 22 | 7  | 5 | 10 | 32 | 26 | +6   |                                      |
| 10   | IF Limhamn Bunkeflo     | 26   | 22 | 8  | 2 | 12 | 25 | 40 | −15  |                                      |
| 11   | Hammarby IF             | 24   | 22 | 8  | 0 | 14 | 29 | 39 | −10  | Descenso a la Elitettan              |
| 12   | IFK Kalmar              | 3    | 22 | 1  | 0 | 21 | 14 | 82 | −68  | Descenso a la Elitettan              |

 Fuente: svenskfotboll.se
Criterios de clasificación: 1) Puntos; 2) Diferencia de goles; 3) Número de goles marcados

## Estadísticas

### Máximas goleadoras
| Jugadora            | Club                    | Goles |
| ------------------- | ----------------------- | ----- |
| Anja Mittag         | FC Rosengård            | 17    |
| Anna Anvegård       | Växjö DFF               | 14    |
| Rebecka Blomqvist   | Kopparbergs/Göteborg FC | 14    |
| Julia Zigiotti Olme | Kopparbergs/Göteborg FC | 12    |
| Julia Karlenäs      | Piteå IF                | 11    |

### Máximas asistencias
| Puesto | Equipo local            | Resultado | Equipo visitante        | Asistencia | Fecha                     | Estadio         |
| ------ | ----------------------- | --------- | ----------------------- | ---------- | ------------------------- | --------------- |
| 1      | Kopparbergs/Göteborg FC | 4–2       | FC Rosengård            | 4,423      | 2018 de octubre del 27    | Ullevi          |
| 2      | Hammarby IF             | 0–1       | Djurgårdens IF          | 4,197      | 2018 de mayo del 27       | Tele2 Arena     |
| 3      | Piteå IF                | 6–1       | Växjö DFF               | 3,778      | 2018 de octubre del 27    | LF Arena        |
| 4      | IF Limhamn Bunkeflo     | 0–2       | FC Rosengård            | 3,122      | 2018 de mayo del 31       | Stadion         |
| 5      | Piteå IF                | 4–3       | Kopparbergs/Göteborg FC | 3,022      | 2018 de agosto del 12     | LF Arena        |
| 6      | Piteå IF                | 4–2       | Linköpings FC           | 2,789      | 2018 de septiembre del 30 | LF Arena        |
| 7      | FC Linköping            | 1–1       | Vittsjö GIK             | 2,597      | 2018 de agosto del 5      | Linköping Arena |
| 8      | Hammarby IF             | 4–2       | IF Limhamn Bunkeflo     | 2,369      | 2018 de abril del 14      | Hammarby IP     |
| 9      | Piteå IF                | 0–1       | Kristianstads DFF       | 2,328      | 2018 de agosto del 26     | LF Arena        |
| 10     | Piteå IF                | 0–2       | FC Rosengård            | 2,296      | 2018 de junio del 16      | Lombia IP       |

Actualizado a los partidos jugados el 27 de octubre de 2018.